# Andover, Illinois
Andover är en by i Henry County i Illinois i USA. Invånarna uppgick 2010 till 578 i antalet.
Här finns bland annat Jenny Lind Chapel, som 1975 förklarades som "National Historic Site" och togs upp på listan "National Register of Historic Places".

### Fotnoter
1. ↑  United States Census Bureau (red.), USA:s folkräkning 2020, läs online, läst: 1 januari 2022.[källa från Wikidata]
2. ↑  härlett från: Kategori:Orter grundade 1835, läst: 6 november 2018.[källa från Wikidata]
3. ↑  ”Andover, Illinois Population: Census 2010 and 2000 Interactive Map, Demographics, Statistics, Quick Facts” (på engelska). Censusviewer. Arkiverad från originalet den 15 juni 2013. https://web.archive.org/web/20130615162918/http://censusviewer.com/city/IL/Andover. Läst 9 augusti 2013.
4. ↑  ”Jenny Lind Chapel (The Lutheran Journal, Vol. 60, #3, 1991)”. Arkiverad från originalet den 2 november 2013. https://web.archive.org/web/20131102102044/http://helios.augustana.edu/~ew/des/illustrated-articles/su33.html. Läst 9 augusti 2013.